# Dominkova domačija
Dominkova domačija je najstarejša obnovljena hiša v Sloveniji, ki je zgrajena v panonskem slogu. Stoji v naselju Gorišnica ob cesti Ptuj–Ormož. Zgrajena je bila okrog leta 1700  in ima značilno obliko črke L (»na vogal«). Stavba je lesena »cimprana« (lesena bruna so z obeh strani ometana z debelo plastjo ilovice) ter krita s slamo. Pod isto streho je črna kuhinja, izba, shramba, veža in gospodarski del. Ob hiši sta tudi dva koruznjaka, eden je pleten ter prekrit s slamo, drugi je lesen ter panji za čebele. Na dvorišču stoji studenec z leseno kašto (okvirjem) in zajemanje vode na drog (šaduf), za hišo je manjša mlaka. Dominkova domačija je bila stalno naseljena do leta 1990, ko je umrla zadnja prebivalka. Leta 1989 je bila razglašena za nepremično kulturno dediščino RS.